# Yrjö Sakari Yrjö-Koskinen
Pour les articles homonymes, voir Koskinen.
Yrjö Sakari Yrjö-Koskinen (jusqu'en 1882 Georg Zacharias Forsman, pseudonyme Yrjö Koskinen ; né le 10 décembre 1830 à Vaasa et décédé le 13 novembre 1903 à Helsinki) est un baron, sénateur, professeur, historien, et politicien finlandais.

## Biographie
Né Georg Zakarias Forsman d'un père d'origine suédoise, il finnise son nom en Yrjö Sakari Yrjö-Koskinen.
En 1860–1861, il étudie aux archives de Stockholm et de Paris. 
De 1863 à 1882, il est professeur de l'Université d'Helsinki.
Depuis 1872, il est un personnage central du Mouvement fennomane.
En 1882, il est élu membre du Sénat de Finlande.
Il devient le président du parti finlandais après Johan Vilhelm Snellman.
Il meurt à l'âge de 72 ans à Helsinki et il est enterré au cimetière d'Hietaniemi.

## Ouvrages
- Kertomus Hämeenkyrön pitäjästä.  1851
- Läseöfningar i finska språket för begynnare.   Förra afdelningen: Tjugu timmars kurs. Carl Ch. Gröhn 1855
- Nuija-sota: sen syyt ja tapaukset.  1857–1859
- Nuijasodan syyt ja alku Pohjanmaalla / kirjan-tekijä Yrjö Sakari Forsman; päällysmies Gabriel Rein.  1858
- Läseöfningar i finska språket för begynnare.  Sednare afdelningen: Trettio timmars kurs. G. L. Söderström 1858
- Mansikoita ja mustikoita. SKS 1859
- Finska språkets satslära: ett försök. Lillja 1860
- Tiedot Suomen-suwun muinaisuudesta, thèse universitaire,  1862
- Opiksi ja huwiksi: lukemisia Suomen perheille osa 1 / toimittanut Yrjö Koskinen.  1863
- (fi) Yrjö Sakari Yrjö-Koskinen, A. W. Grube, Kertomuksia ihmiskunnan historiasta, Wanha aika 1 : Itä-maiset kansat ja kreikkalaiset, SKS, 1864
- (fi) Yrjö Sakari Yrjö-Koskinen, A. W. Grube, Kertomuksia ihmiskunnan historiasta, Wanha aika 2 : Romalaiset, vol. 2, SKS, 1865
- (fi) Yrjö Sakari Yrjö-Koskinen, A. W. Grube, Kertomuksia ihmiskunnan historiasta,  Keski aika 1 : Ristiretkiin saakka, SKS, 1865
- (fi) Yrjö Sakari Yrjö-Koskinen, Lähteitä ison vihan historiaan, 1865
- (fi) Yrjö Sakari Yrjö-Koskinen, A. W. Grube, Kertomuksia ihmiskunnan historiasta, Keski aika 2 : Ristiretkistä alkaen, SKS, 1867
- Oppikirja Suomen kansan historiassa.  1869–1873
- Yrjö Maunu Sprengtporten’ista ja Suomen itsenäisyydestä / esitellyt yliopiston juhlasalissa maalisk. 17 p. 1870 Yrjö Koskinen.  1870
- Savo ja Savonlinna: utukuvia muinaisuudesta / Olavin-linnan vuosisatais-juhlan johdosta kirjaillut Yrjö Koskinen.  1875
- Rikkaudesta: neljä lyhyttä lukua. Kansanvalistusseura 1875
- Om ordnandet af krigsväsendet i Finland. Edlund 1876
- Johtavat aatteet ihmiskunnan historiassa: luento-jakso.  1879
- Kemin ja Iin lohi-vesien vanhempi historia.  1879
- Tutkimus maanomistus-seikoista Suomenmaassa keskiaikana.  1881
- Suomen kansan historia. Edlund 1881–1882
- Maaveron poistamisesta tai muuttamisesta. 1889
- Mitä nykyinen asema vaatii?  1891
- Pohjan-piltti kuvaus lopulta 13:tta vuosisataa.  Werner Söderström 1891
- Kristillisyyskö vai pakanuus vallitsemassa?  1892
- Kristin-uskon asema ja perustus. Werner Söderström 1893
- Vastaus "Kahdelle vanhalle suomenmieliselle", jotka omassa nimessään ovat minulle kirjeensä lähettäneet, mutta yleisön edessä tahtovat käydä mainitulla salanimellä. SKS 1901
- Puolan kapinat vv. 1831 ja 1863.  Werner Söderström 1903
- Kansallisia ja yhteiskunnallisia kirjoituksia, osa 1: 1851–1862.  SKS 1904–1905
- Kansallisia ja yhteiskunnallisia kirjoituksia, osa 2: 1863–1871.  SKS 1904–1906
- Yrjö-Koskisen avoin kirje 10 p:ltä joulukuuta 1900.  1912
- Kansallisia ja yhteiskunnallisia kirjoituksia, osa 3: 1872–1876.  SKS 1916
- Kansallisia ja yhteiskunnallisia kirjoituksia, osa 4: 1877–1903.  SKS 1930